# Антоний (Зубко)
Архиепи́скоп Анто́ний (в миру Анто́ний Григо́рьевич Зубко́; 2 июля 1797 — 15 февраля 1884) — епископ Православной Российской Церкви; c 28 января 1840 года епископ Минский и Бобруйский, с 1841 года управлял епархией в сане архиепископа.
Известен своей ролью в воссоединении униатской церкви Северо-Западного края с православием.

## Биография
Являлся одним из видных представителей греко-католического духовенства. Был ближайшим помощником епископа Литовского Иосифа (Семашко) в деле воссоединения греко-католиков с православной церковью. На Полоцком церковном Соборе 1839 года Антоний участвовал в подписании акта о воссоединении униатов с православием. Проявил себя, по словам профессора М. О. Кояловича, как «необыкновенный стоятель за Православие и русскую народность в Западной России». Антоний много занимался естествознанием, однако труды его в этой области остались неизданными. Оставил записки «О греко-униатской Церкви в Западном крае России».
Родился в селе Белое Полоцкого уезда Витебской губернии (ныне Полоцкий район) в семье белорусского униатского священника. Учился у местного органиста. В 1809 году поступил в Полоцкую униатскую семинарию, затем в Полоцкую иезуитский академию, которую окончил в 1818 году со степенью кандидата философии. В 1822 году окончил Виленскую главную семинарию при Виленском университете со степенью кандидата богословия.
Преподавал в Полоцкой семинарии логику, риторику, церковную и всеобщую историю, нравственное богословие. В 1824 году был рукоположён целибатом в священника полоцкого кафедрального греко-католического собора и назначен членом Полоцкой греко-католической консистории. В 1825 году возведен в сан протоиерея и послан от Полоцкой епархии в Санкт-Петербург асессором Римско-католической коллегии по униатскому департаменту. В 1827 году командирован в Жировицы для открытия Литовской духовной семинарии. В 1828 году назначен её первым ректором. С 18 апреля 1832 года — старший соборный протоиерей.
2 февраля 1834 года был хиротонисан в епископа Брестского, викария униатской Литовской епархии. Хиротонию совершили: архиепископ Киево-Галицкий Иосафат (Булгак), епископ Жировичский Иосиф (Семашко) и титулярный епископ Мегарский Игнатий Людовик Павловский.
Антоний участвовал в подписании акта о воссоединении униатов с православием. После воссоединении, 28 января 1840 года, был назначен на православную Минскую и Бобруйскую кафедру. В 1841 году был возведен в сан архиепископа.
По болезни Антоний ходатайствовал об увольнении на покой. В 1848 году его прошение было удовлетворено. В 1848—1862 годах он проживал сначала при архиерейском доме в Минске, затем в Жировицком монастыре, а последние 20 лет — в Пожайском монастыре в Ковенской губернии, где и умер.